# Daniił Żurawlow
Daniił Arsientjewicz Żurawlow (ros. Дании́л Арсе́нтьевич Журавлёв, ur. 12 grudnia?/25 grudnia 1900 w Bajmaku, zm. 6 września 1974 w Moskwie) – radziecki dowódca wojskowy, generał pułkownik artylerii.

## Życiorys
W 1918 wstąpił do Armii Czerwonej, uczestniczył w wojnie domowej w Rosji na Froncie Wschodnim, 1920 został członkiem RKP(b), jako politruk kompanii i baterii brał udział w walce z basmaczami w Środkowej Azji. W 1922 skończył kursy wojskowo-polityczne, 1928 szkołę artylerii w Sumach, 1934 kursy doskonalenia kadry dowódczej, a 1950 Wyższe Kursy Akademickie przy Wojskowej Akademii Sztabu Generalnego. W latach 1926–1941 był dowódcą baterii i dywizjonu i naczelnikiem szkoły artylerii, po ataku Niemiec na ZSRR został dowódcą 1 Korpusu Obrony Przeciwlotniczej. Od kwietnia 1942 do października 1943 dowodził Frontem Moskiewskim Obrony Przeciwlotniczej, od października 1943 do grudnia 1943 armią obrony przeciwlotniczej, a od grudnia 1944 do końca wojny Frontem Zachodnim Obrony Przeciwlotniczej, 1944 otrzymał stopień generała pułkownika artylerii. Po wojnie był dowódcą Zachodniego i Północno-Zachodniego Okręgu Obrony Przeciwlotniczej i zastępcą dowódcy Wojsk Obrony Przeciwlotniczej Armii Radzieckiej, w sierpniu 1954 zakończył służbę wojskową.

## Odznaczenia
- Order Lenina
- Order Czerwonego Sztandaru (pięciokrotnie)
- Order Kutuzowa I klasy
- Order Czerwonej Gwiazdy

I medale.